# Ostrów (Proszowice)
Pour les articles homonymes, voir Ostrów.
Ostrów est une localité polonaise de la gmina et du powiat de Proszowice en voïvodie de Petite-Pologne.